# Attila Czene
Attila Czene (Szeged, 20 juni 1974) is een Hongaars zwemmer.

## Biografie
Czene won tijdens zijn olympische debuut in 1992 de bronzen medaille op de 200m wisselslag. Vier jaar later behaalde Czene zijn grootste succes uit zijn carrière door het winnen van olympisch op de 200m wisselslag. Op de wereldkampioenschappen won Czene tweemaal met de Hongaarse ploeg de bronzen medaille op de 4x100m wisselslag.

## Internationale toernooien
| Jaar | Olympische Spelen                                                                  | Wereldkampioenschappen                                                        | Europese kampioenschappen                                                     |
| ---- | ---------------------------------------------------------------------------------- | ----------------------------------------------------------------------------- | ----------------------------------------------------------------------------- |
| 1991 |                                                                                    | 13e 100m rugslag 19e 200m rugslag 10e 200m wisselslag                         | 8e 100m rugslag 5e 200m wisselslag                                            |
| 1992 | 200m wisselslag · 7e 400m wisselslag                                               |                                                                               |                                                                               |
| 1993 |                                                                                    |                                                                               | 200m wisselslag                                                               |
| 1994 |                                                                                    | 9e 100m vrije slag · 6e 200m vrije slag · 200m wisselslag · 4x100m wisselslag |                                                                               |
| 1995 |                                                                                    |                                                                               | 7e 100m vrije slag · 8e 200m vrije slag · 200m wisselslag · 4x100m wisselslag |
| 1996 | 20e 200m vrije slag · 8e 200m vlinderslag · 200m wisselslag · 6e 4x100m wisselslag |                                                                               |                                                                               |
| 1997 |                                                                                    |                                                                               |                                                                               |
| 1998 |                                                                                    | 32e 100m rugslag · 7e 200m wisselslag · 4x100m wisselslag                     |                                                                               |
| 1999 |                                                                                    |                                                                               |                                                                               |
| 2000 | 4e 200m wisselslag 10e 4x200m vrije slag                                           |                                                                               |                                                                               |

1968: Charles Hickcox ·
1972: Gunnar Larsson ·
1984: Alex Baumann ·
1988: Tamás Darnyi ·
1992: Tamás Darnyi ·
1996: Attila Czene ·
2000: Massimiliano Rosolino ·
2004: Michael Phelps ·
2008: Michael Phelps ·
2012: Michael Phelps ·
2016: Michael Phelps ·
2020: Wang Shun ·
2024: Léon Marchand